# Saga Fondobon
Saga Fondobon (auch: Fondobon Saga) ist ein Stadtviertel (französisch: quartier) im Arrondissement Niamey IV der Stadt Niamey in Niger.

## Geographie
Saga Fondobon liegt im Süden des urbanen Gemeindegebiets von Niamey am Fluss Niger. Das Stadtviertel ist Teil des historischen Zentrums der Ortschaft Saga.

## Geschichte
Saga Fondobon wurde der lokalen Chronik zufolge Ende des 16. Jahrhunderts als eines der vier ältesten Viertel von Saga gegründet. Die drei anderen sind Saga Gassia Kouara, Saga Goungou und Saga Sambou Koira. Als Gründer von Saga Fondobon gilt Mali Moussa, ein Sohn des Gründers von Saga, Moussa Zarmakoye.

## Bevölkerung
Bei der Volkszählung 2012 hatte Saga Fondobon 1243 Einwohner, die in 196 Haushalten lebten. Bei der Volkszählung 2001 betrug die Einwohnerzahl 3157 in 488 Haushalten und bei der Volkszählung 1988 belief sich die Einwohnerzahl auf 4374 in 538 Haushalten.